# Anta 1 da Herdade da Ordem

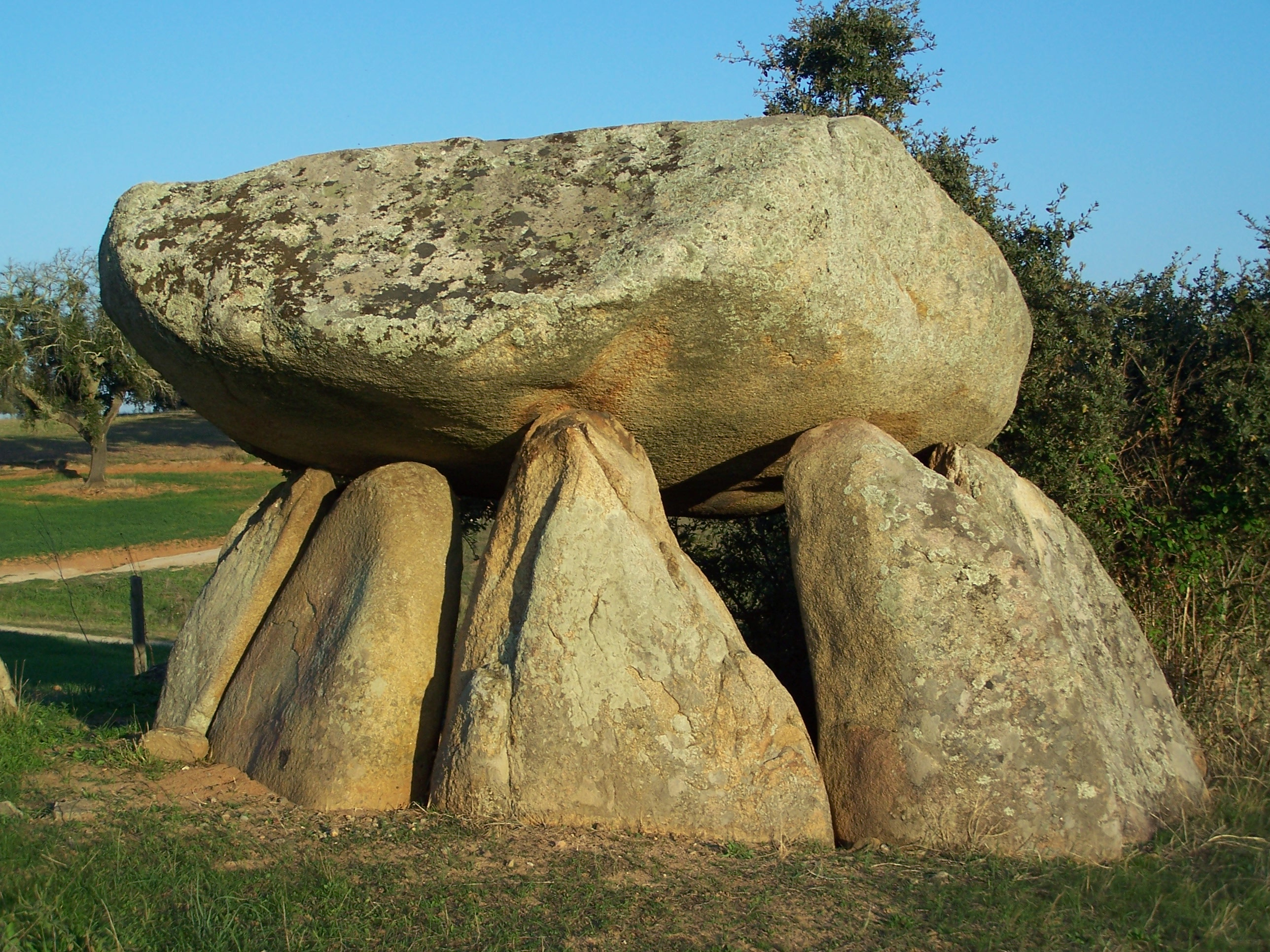
Anta 1 da Herdade da Ordem

Die Anta 1 da Herdade da Ordem (auch Anta no Monte da Ordem I genannt) ist eine Megalithanlage des Typs Anta im Kreis (Concelho) Mora in Portugal. Sie ist seit 1910 als Monumento Nacional eingestuft. Anta ist die portugiesische Bezeichnung für etwa 5000 Megalithanlagen oder Dolmen, die während des Neolithikums im Westen der Iberischen Halbinsel von den Nachfolgern der Cardial- oder Impressokultur errichtet wurden. 

## Lage
Die Anta ist Teil der Nekropole Herdade da Ordem. Die Nekropole liegt an der Nebenstraße von Avis nach Cabeção, die von der Hauptstraße N370 nach Pavia abzweigt. Sie ist ausgeschildert und erstreckt sich über die Südwestflanke des Monte da Ordem oberhalb der Ribeira de Almadafe, die sich wenige Kilometer abwärts in die Ribeira da Seda ergießt. An der Ribeira da Seda befinden sich weitere Megalithanlagen. 
Die Anta 1 da Herdade da Ordem lag früher inmitten eines Kork- und Steineichenhains. Sie liegt heute auf freiem Feld.

## Struktur
Von der Anta sind Gang und Kammer, einschließlich des weit nach hinten überstehenden ungewöhnlich dicken Decksteins, relativ gut erhalten, während die Decksteine des Ganges fehlen. Die Kammer besteht aus sieben Tragsteinen, die ohne Betonung des Stirnsteines ein polygonales Rund bilden. Der ausgebuchtete Gang erinnert im Grundriss an die Zugänge von Felskuppel- und Kuppelgräbern. 
Von den Ausgrabungen im 19. Jahrhundert befinden sich Steinbeile, Pfeilspitzen, Perlen, sowie mit Knubben verzierte und unverzierte Gefäße im Museu Nacional de Arqueologia, dem archäologischen Nationalmuseum in Lissabon. 